# Muchammed Alijew
Muchammed Emzarowycz Alijew (ukr. Мухаммед Емзарович Алієв; ur. 8 grudnia 1999) – ukraiński zapaśnik walczący w stylu wolnym. Zajął dwunaste miejsce na mistrzostwach świata w 2021
Jedenasty na mistrzostwach Europy w 2025. Pierwszy na MŚ U-23 w 2021. Trzeci na ME kadetów w 2015 roku.